# Feminists for Life

Feminists for Life est une association américaine ayant pour but de trouver une compatibilité entre le mouvement pro-vie et le féminisme.        
L'Association est fondée en 1972 à Arlington en Virginie, par Pat Goltz et Cathy Callaghan. Elle se réclame de l'héritage de la féministe Susan B. Anthony, connue pour son opposition à l'avortement. Elle encourage les pratiques holistiques centrée sur l'identité propre de la femme et de la famille. L'organisme reçoit le soutien de plusieurs membres de l'Église catholique romaine.       